# Rose Hudson-Wilkin
Rose Josephine Hudson-Wilkin (ur. 19 stycznia 1961 w Montego Bay) – jamajska duchowna anglikańska.

## Życiorys
Odbyła studia na High School for Girls w Montego Bay, oraz na Uniwersytecie w Birmingham. W 1991 została wyświęcona na diakona, natomiast w 1994 otrzymała święcenia kapłańskie, a 28 czerwca 2019 nominację na biskupa Dover.
Jej mężem jest Kenneth Wilkin z którym ma troje dzieci.